# Amenemhet III.
Amenemhet III. byl faraonem z vrcholného období 12. dynastie, vládl v letech 1818–1773 př. n. l., na tehdejší dobu neobvykle dlouhých ~46 let.

## Vláda

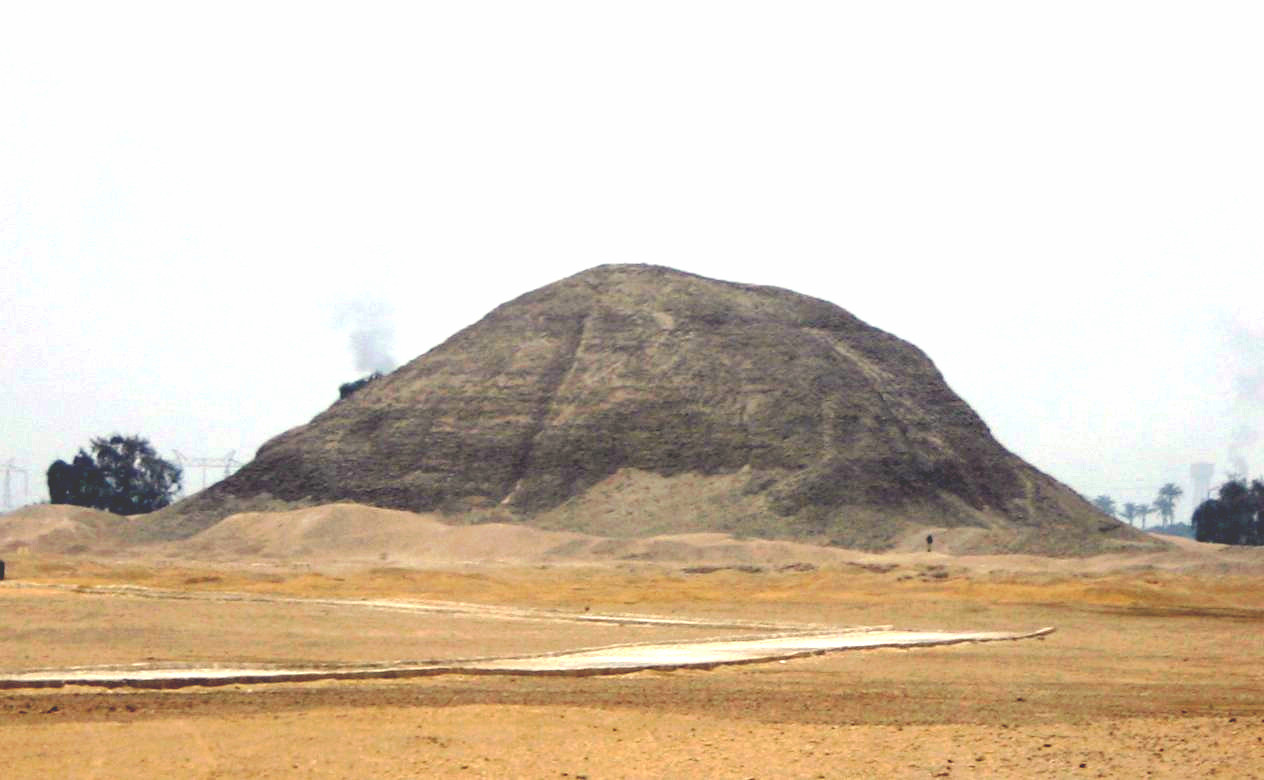
Hawarská hliněná pyramida ve Fajjúmské oáze.

Po svých předcích zdědil relativně stabilní správní strukturu říše, dobrou ekonomickou prosperitu bez výraznějších výkyvů. Zřejmě k tomu přispěly i příznivé klimatické podmínky a díky pravidelným a dostatečným nilským záplavám se dařilo zemědělství. Amenemhet III. zabezpečil jižní hranice v Núbii, odkud se přivážely cenné suroviny včetně zlata. Měděná ruda, která se těžila na Sinai, obsahovala příznivě působící příměsi železa, zinku a arsenu. Zpracovávala se na četné pracovní nástroje, ale také zbraně a další předměty denní potřeby. Faraon rozvíjel především zemědělskou výrobu. Dal zdokonalit síť umělého zavlažování po celém toku Nilu a výstavbou kanálu Mer-Wer (nyní Bahr Yussef, Josefův kanál) mezi Nilem a jezerem ve Fajjúmské oáze umožnil vznik zcela nové zemědělské oblasti o rozloze asi 24 km2.
Zakládal a opevňoval karavanní cesty přes Západní poušť a na východ k Rudému moři, budoval loďstvo, podporoval výrobu a směnu řemeslných produktů. Organizoval velké obchodní výpravy a zvyšoval egyptské exporty, zejména do oblasti Palestiny. Z doby jeho vlády, zhruba z jejího 19. roku, je jmenovitě znám vezír Cheti, jehož povinnosti byly sepsány na papyru nalezeném ve fragmentech v Thébách.

## Pyramidy

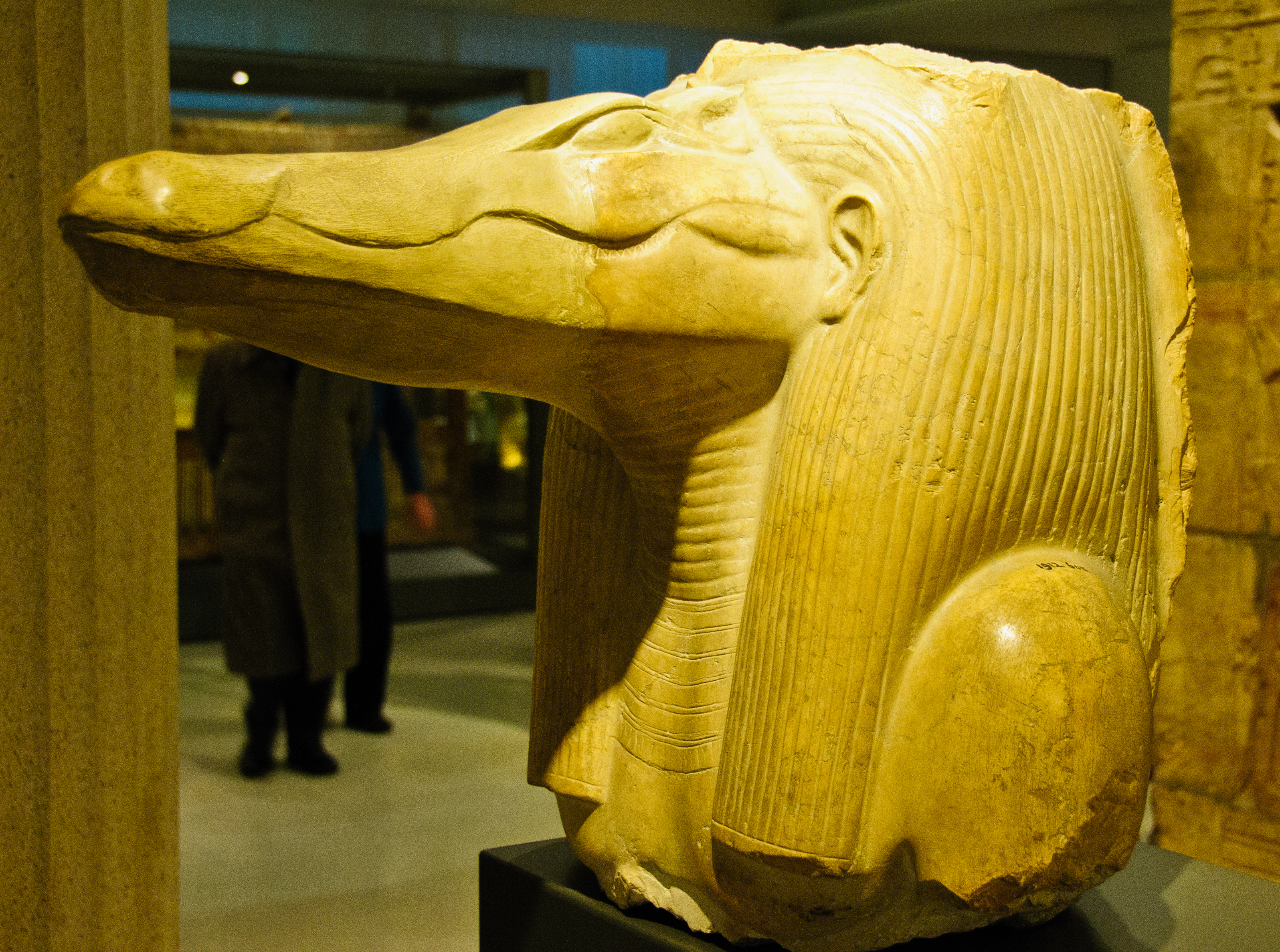
Socha v podobě krokodýla ze zádušního chrámu Amenenemheta III.

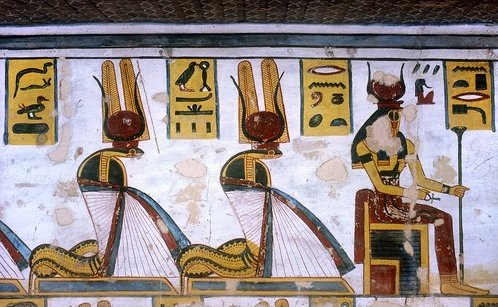
Bohyně úrody Renenutet v podobě kobry.

Faraon si nechal zbudovat první pyramidu v Dahšúru, ale konstrukční vady stavby způsobily, že se pyramida zhroutila a zůstala nedokončená, avšak v dalším období byla použita jako hrobka pro několik královských žen. V 15. roce své vlády pak zahájil výstavbu druhé pyramidy v Hawaře v oáze Fajjúm. Pyramida byla nejprve prozkoumána francouzským archeologem Jacquesem de Morganem v letech 1894–1895, a následně jeho německým kolegou Dieterem Arnoldem v 1976–1983. Byla postavena převážně ze sušených hliněných bloků kolem asi 12 m vysokého jádra z vápencových desek. Základna byla asi 105×105 m, vysoká asi 60 m se sklonem ~49°. Zádušní chrám u pyramidy je podle Hérodota označován jako „Labyrint“ zasvěcený bohu Sobekovi (s hlavou krokodýla).
Z dalších staveb je v oáze Fajjúm významnější chrám v Medinet Maadi zasvěcený bohyni úrody v podobě kobry Renenutet, kolos v Bijahmu poblíž jezera Moeris, rozšířil chrám boha Ptaha v Memfidě, vystavil řadu sfing v Tanis v deltě Nilu.

## Artefakty

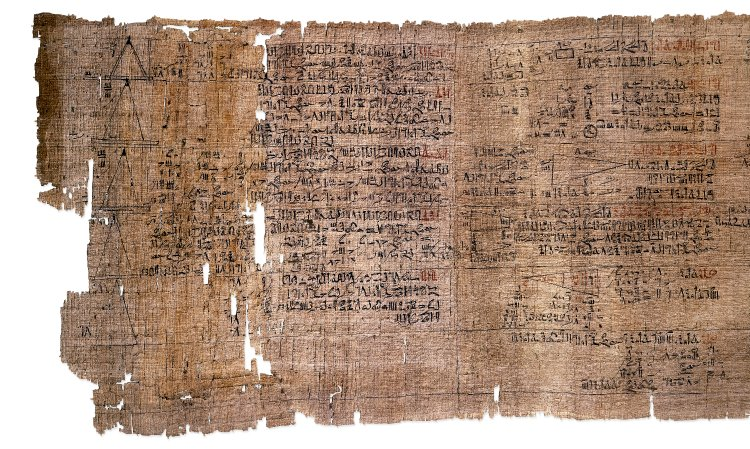
Rindův papyrus; Britské muzeum Londýn.

V polovině 19. století se v Egyptě na trzích objevoval značný počet památek z neevidovaných vykopávek či nově objevovaných hrobek, nejčastěji vysokých hodnostářů Staré a Střední říše. Jednou z nich je bezesporu Rhindův matematický spisek na koženém podkladu, získaný v Luxoru v roce 1858, nyní vystavený v Britském muzeu v Londýně. Byl datován do období 12. dynastie, nejspíše do období vlády Amenemheta III. Je zde doložena poměrně hluboká znalost algebry, geometrie a výpočtu ploch, což bylo základem stavitelského umění starověkých stavitelů. Podle dalšího papyru, získaného Vladimírem Goleniščevem v Thébách asi v roce 1892, nazývaného Moskevský matematický papyrus, nyní uloženého v Puškinově muzeu umění v Moskvě, lze usuzovat, že byl ve Střední říši šířeji opisovaný a používaný. Je to originální památka, o délce ~ 5,5 m a šířce ~ 3,8–7,6 cm.